# Общество физиков Македонии
Общество физиков Республики Македония (макед. Друштво на физичарите на Република Македонија) — научно-образовательная организация, созданная в 1949 году в столице Македонии — городе Скопье. Штаб-квартира организации располагается в здании университета Святых Кирилла и Мефодия: в помещении института физики на факультете естественных наук и математики.

## Деятельность
Общество физиков Республики Македония выступает в качестве посреднической организации между всеми, кто работает в области физики или физических наук в стране. Оно также выступает в качестве организатора регионального (с 1967 года) и национального (с 1957 года) конкурса по физике для учащихся начальных и средних школ страны. Ежегодно более 500 македонских студентов присоединяются к этому циклу соревнований — и, в результате, академический комитет, назначенный Обществом физиков, выбирает четырех лучших из них. Победители входят в состав македонской делегации на Международной физической Олимпиаде. Лидер данной команды избирается среди членов Общества: в конце XX — начале XXI века этот пост занимал профессор Виктор Урумов (с 1995 по 2011 год он являлся лидером, а с 2014 года по настоящее время — заместитель руководителя команды) и Станиш Великович (с 2012 года по сегодняшний день). С тех пор, как независимая Республика Македония впервые направила команду на Международную физическую Олимпиаду, её представители завоевали одну бронзовую медаль и пять почётных грамот.
Общество физиков Республики Македония руководит проводимой раз в два года конференцией Общества физиков, которую часто посещают многие известные физики из разных стран мира. Конференции обычно длятся от трех до пяти дней.

## Организация
Общество физиков выбирает свое правление и заполняет вакансии на ключевых должностях из всех своих членов один раз в два года — на очередных общих совещаниях. Общество организовано так, чтобы в нём постоянно действовал исполнительный совет, академический комитет (ответственный, в частности, за организацию школьных соревнований по физике) и редакционная коллегия (занимающаяся публикацией печатных изданий Общества и смежными задачами). В свою очередь, из числа членов исполнительного совета избираются президент Общества, его секретарь и казначей Общества физиков. Нынешним президентом Общества физиков Республики Македония является профессор Нейс Стоянов.
Штаб-квартира организации располагается в здании университета в Святых Кирилла и Мефодия: в помещении института физики на факультете естественных наук и математики.

### Миссия
Свою миссию организация определяет как «прогресс и распространение знаний в области физики — а также естественных наук, в целом — и улучшение и защита окружающей среды».

## Публикации
Общество физиков Республики Македония публикует два журнала: Импульс (Impulse) и Учитель физики Македонии (Macedonian Physics Teacher). Кроме того, у ассоциации есть и другая большая публикационная деятельность: в неё входят книги и исследовательские работы физике и различным другим темам.